# Ganggesteente (mijnbouw)

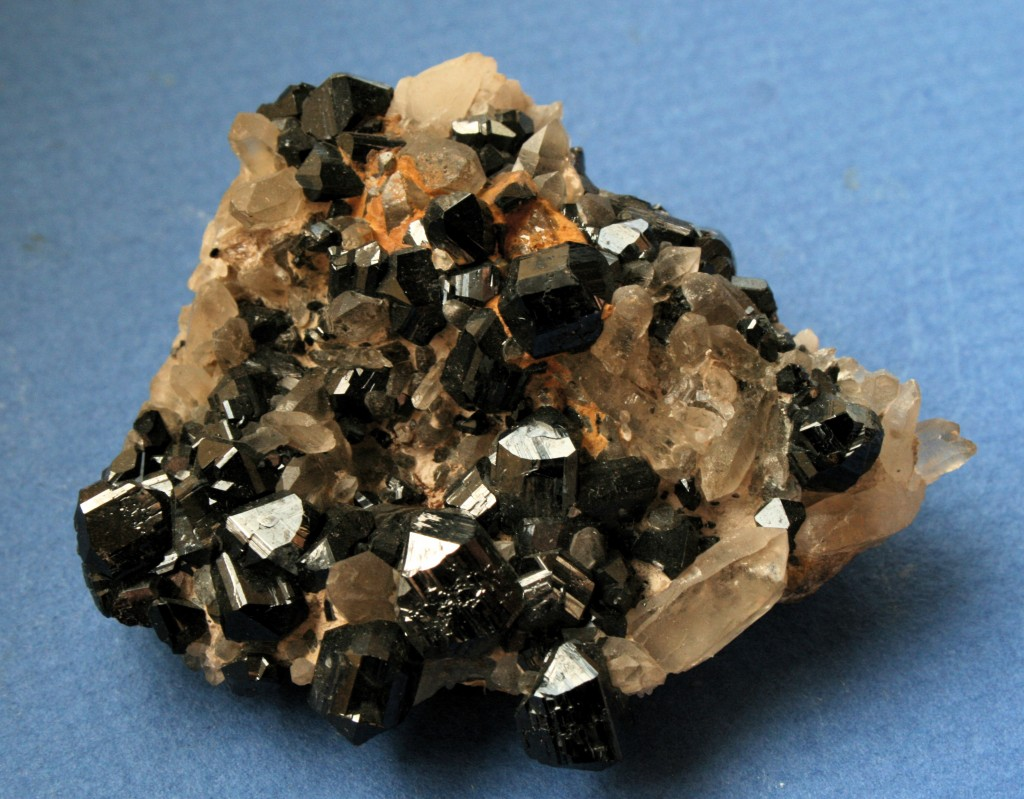
Kristallen van cassiteriet, een tinhoudend erts, in een matrix van kwarts, het gangmineraal

Ganggesteente, soms ook gangue, is in de mijnbouw het materiaal dat overblijft na het winnen van een delfstof uit erts.
In dit residu bevindt zich vaak nog wel een percentage delfstof, maar dat is op dat moment niet meer op een rendabele manier te winnen. Door het verbeteren van scheidingstechnieken of door het veranderen van de vraag naar bepaalde stoffen wordt het soms na verloop van tijd weer interessant om dit materiaal als grondstof in te zetten. Zo werd in de 19e eeuw in kopermijnen het mineraal arsenopyriet gedumpt als ganggesteente, totdat het daarin voorkomende arseen gewild werd als insecticide.
Ook kan het uit economisch of ecologisch oogpunt interessant zijn om dit materiaal te benutten, bijvoorbeeld als bouwmateriaal of als vulmiddel bij de aanleg van wegen.